# 红色

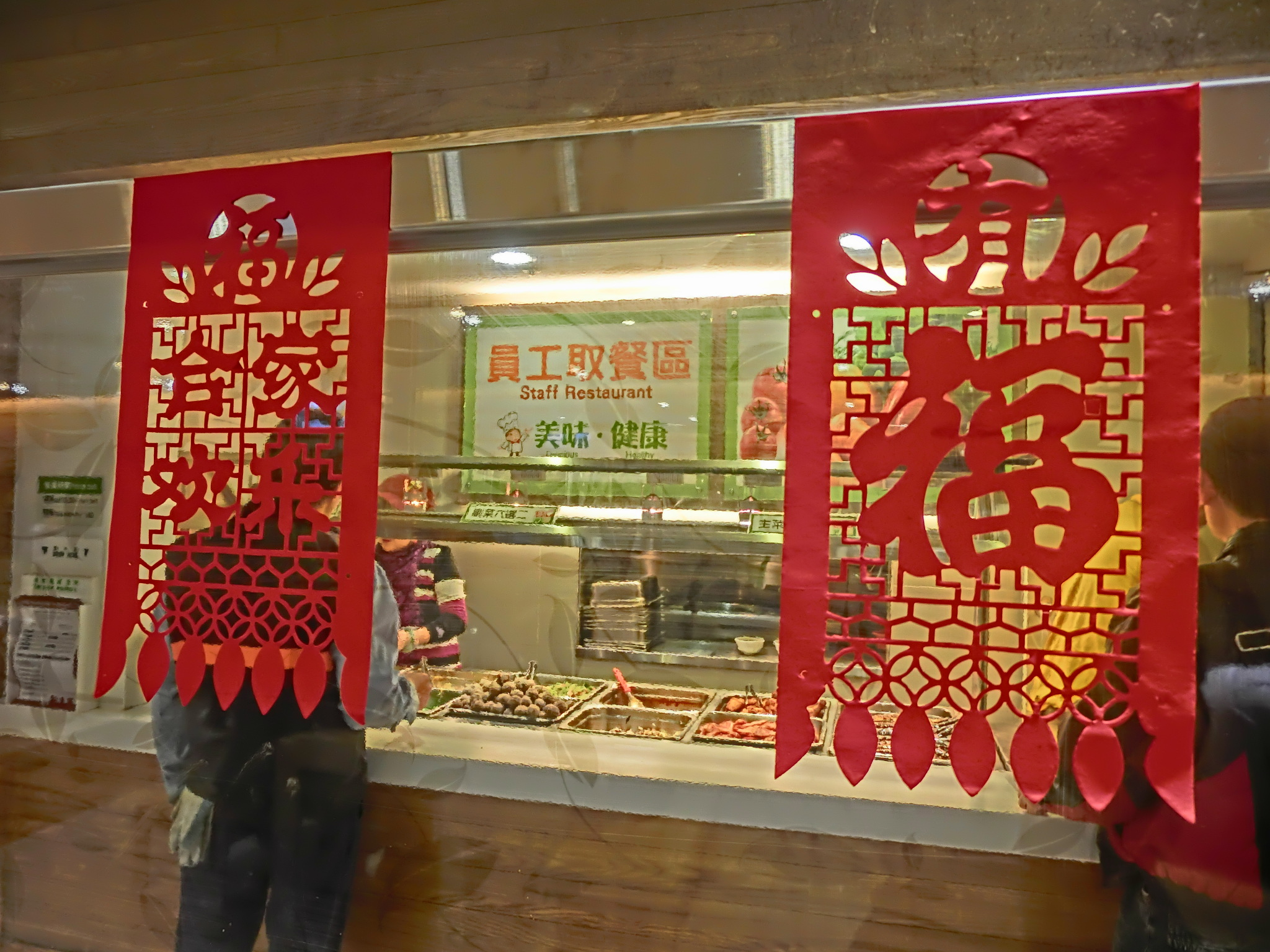
紅色挂签

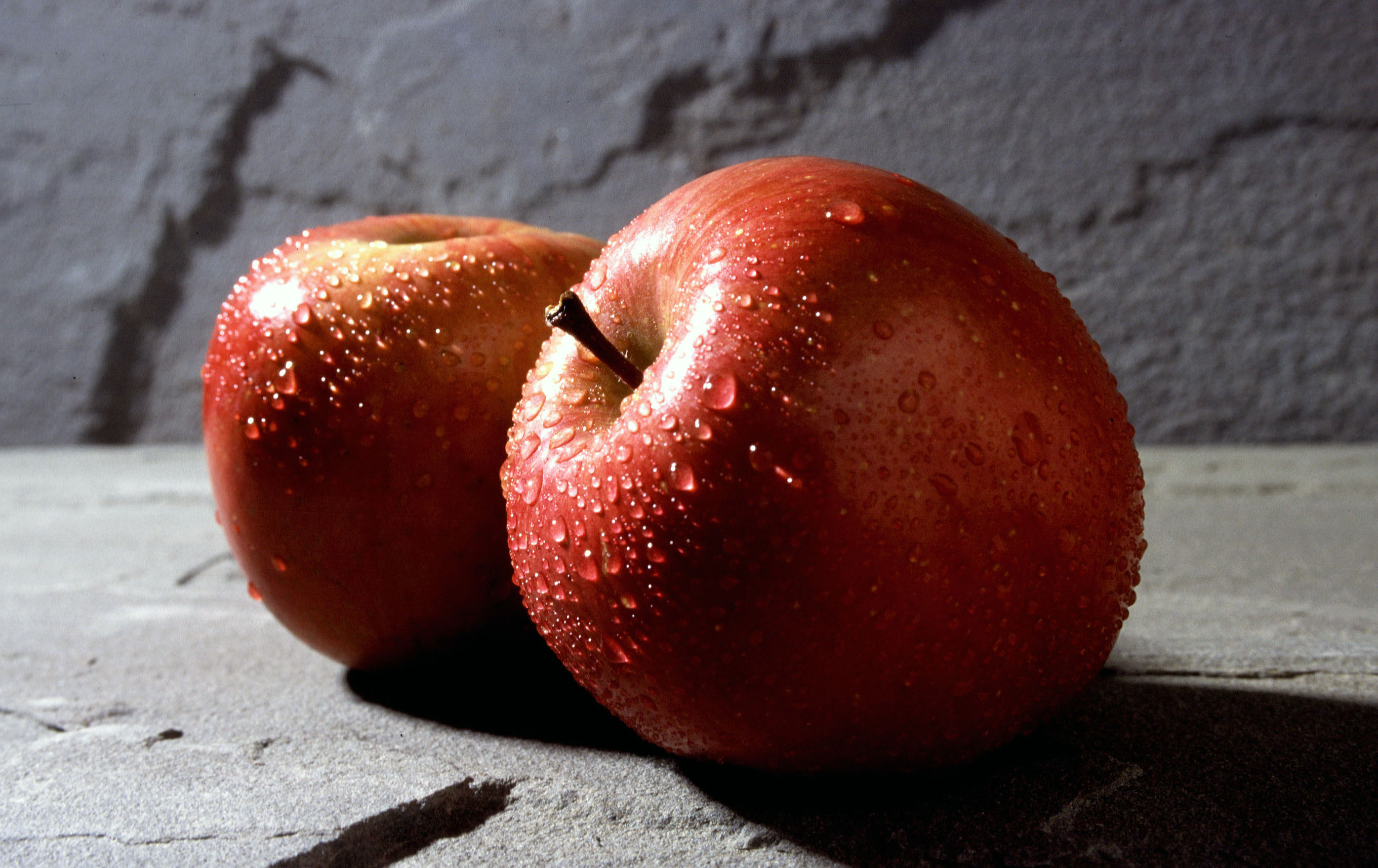
紅色蘋果

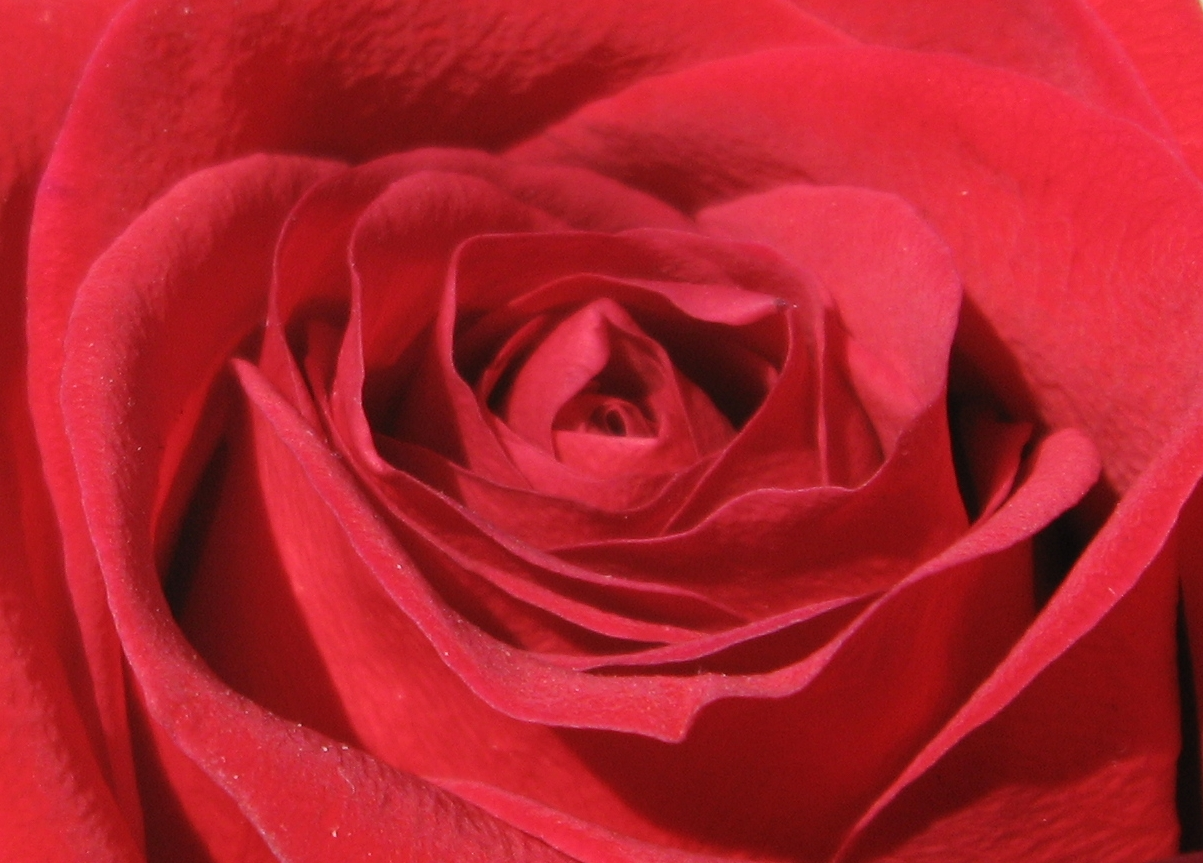
紅色玫瑰花

紅色，又稱赤色，是以通過能量來激發觀察者的可見光譜中長波末端的顏色，波長大約為630到750納米，類似於新鲜血液的顏色，是三原色和心理原色之一。普通人是無法看到波長長過紅色的射線，而這類射線一般被稱為紅外線。

## 標志
由於紅色容易引起人們的注意，許多警告標記都用紅色的文字或圖像來表示。例如在紅綠燈中紅色表示停止，而禁止事項和危險事項也以紅色標示。在足球比賽中，裁判亮出紅牌代表嚴重犯規，犯規球員要立刻離場。
消防項目與物資同樣以紅色表示；但由20世紀80年代起推出的緊急出口標記用色則由此前的紅色普遍換成綠色以防止與火種顏色混淆（但部份國家或地區仍然使用紅色，但在顏色象徵意義下卻有機會被部份人員視為禁止使用的緊急出口，因而造成解讀混亂），惟在汽車玻璃和建築物玻璃等上仍以紅色標示緊急出口標記以防止與自然背景的綠色、藍色等混淆。車子後車燈多以紅光居多。
北美股票市場，紅色表示股價的下跌；在東亞市場，紅色表示股價上升。
多支著名足球俱樂部使用紅色為球隊主色，包括英格蘭的利物浦及曼聯，兩者因球隊主色而稱呼為「紅軍」及「紅魔」。
老師多用紅筆批改學生作業。按照阿濃《點心集》所說，在香港一些舊式學校，當一群老師簽名報到時，校長時間到了會用紅筆劃線，遲到者只能簽在紅線以下。
MediaWiki軟體裡，紅色代表尚未撰寫的條目，藍色代表已經被創建及編輯過可瀏覽內容的條目。
酸性物質用酸鹼指示劑變色後，為紅色。
红色在电阻色碼中代表2（數字、乘冪）或2%（誤差）。

## 政治
紅色在政治上經常用來象徵革命、经济左派、社会主义或共產主義，共产主义、民族布尔什维克主义、社會民主主义及传统左翼社會民主主義政党大多使用红色或粉紅色为标志，惟少數的经济右派经济自由主义政黨也會使用紅色，如共和黨 (美國)和國民力量。
紅色象徵革命、经济左派、社会主义、共產主義的含義也衍生出一類以「紅」冠名的詞匯：
- 赤化：政治術語和宣傳用語，指社會主義化或共產主義化；
- 红色文化：与经济左派、社会主义以及共產主義有關的革命文化，常用於中华人民共和国政治宣传相关；
- 红色歌曲：与经济左派革命及有关歌颂经济左派政党及政权的歌曲；
- 红色旅游：遊覽中國共產黨歷史相關的紀念地點；
- 紅領巾：來自社會主義運動的先鋒運動組織成員佩戴的標志；
- 红领：常指中华人民共和国公务员阶层及中國共產黨幹部。

## 文化
一些文化中，紅色有驅逐邪惡的功能。

### 中國傳統文化
中國傳統文化中，五行中的火對應赤色（猩紅色），八卦中的離卦也象徵紅色。中國傳統文化中的四象之一朱雀，代表的顏色是紅色。紅色也代表吉祥的意義。在中國神明誕辰慶典，以紅色來裝飾，表示慶典之日。社会习俗中，紅色表示喜慶，比如在婚禮上和春節都喜歡用紅色來裝飾。中國古代，很多宮殿和廟宇的牆壁都是紅色的。用红色的墨水记录亏损，因此又称为“赤字”；中国历代皇帝批閱奏摺使用紅色的硃砂筆書寫，但皇帝駕崩治喪期間則改用藍色字書寫。
红色在京剧脸谱中代表忠贞、英勇的角色，如关羽。

### 其他
- 紅色是聖誕節常用的一種顏色；
- 紅色鉛筆寫名字是詛咒對方。
- 紅色表示愛，勇氣，熱情，熱血，危險，男子氣概的顏色；
- 自古以來，以紅色字書寫信函表示向對方嚴重侮辱，如收件人是寄件者的相識，則更帶有絕交之意，略有魔法的意味；
- 在決鬥時兩方往往會分红色和藍色，例如拳擊、泰拳和跆拳道。
- 在性別角色裡，古代西方紅色或粉紅色一般是男性的颜色，女性則是藍色或粉藍色，東方紅色或白色一般是男性的颜色，女性則是綠色或黃色，現代則一般多以藍色作為男性的颜色，女性則是紅色或粉紅色，这个习惯是从第一次世界大战后才开始的 （页面存档备份，存于）。有些情況下會以黑色、綠色或棕色來代表男性。至於淺藍色則常和男嬰聯繫在一起，因在傳統上西方父母往往會為男嬰穿上淺藍色的衣服。最主要原因是以冷色調的藍色中和男性的紅色體質，增加其穩重和克制；以暖色調的紅色中和女性的藍色體質，增加其勇氣與積極性。而在某些國家則以直觀方式分類，譬如日本，男性顏色包括紅色，天藍色，靛藍色；女性顏色包括，粉紅色，銀灰色，桃色；中性顏色兩者兼用的是：白色，黑色，黃色，綠色，紫色，橙色等等。
- 红色在泰国是星期日的代表色。
- 红色在傳統西方神秘學中代表最具有男子氣概和勇氣的星座白羊座，火星或數字1與9，代表純粹的陽剛。